# ماجدالينا سوليس
ماجدالينا سوليس (بالإسبانية: Magdalena Solís)‏ هي قاتلة متسلسلة مكسيكية، ولدت في 1930 في مونتيري في المكسيك.